# 天野勝
天野 勝（あまの まさる、1942年8月9日 - 2006年7月28日）は、広島県広島市出身のプロゴルファー。

## 来歴
学生時代は東京で卓球の個人チャンピオンになり、広島商科大学中退後は沖電気工業とウテナの経理課に勤務し、全日本実業団選手権（軟式）団体2位の戦績を持つ。
1968年には「もっと給料が欲しい」と思って退社し、職業安定所から帰る途中にたまたま寄ったゴルフ練習場で初めてクラブを握ったのがきっかけとなり、26歳からゴルフを始める。
ゴルフを始めた時には2番アイアン1本で練習していたが、後にアイアンは全て打てるようになり、始めて僅か4ヶ月でハンディ4となって練習場の先生に採用されると、5年目の1972年春に30歳でプロテストに合格。
合格後は陳清波（中華民国）に師事したが、プロ1年目の獲得賞金は僅か1万円で、2年目からは10万円台になった。レギュラーツアーでも独特の雰囲気で中堅プロとして活躍し、鈴木規夫・上野忠美・井上幸一・沼澤聖一とグループで行動したほか、後輩の吉村金八を可愛がった。
1978年のゴルフダイジェストトーナメントでは通算8アンダーで前田新作・尾崎将司を抑えてプロ入り7年目での初優勝 を飾ったが、初優勝の賞金のうち200万円は事業資金として借金していた銀行の返済金となってしまうほど生活は苦しかった。クラブや練習場に所属せず、スポンサーもついていないフリーランスであったため、試合のない時は10日間もクラブを握らない事もあった。
1979年の関東オープンでは初日に4アンダー68をマークして首位の小林富士夫から2打差2位でスタートし、3日目には69をマークして上原宏一・高橋五月・森憲二と並んでの8位タイに着ける。最終日にはスタートの1番ロングホールで12mもの長いイーグルパットを沈め、通算5アンダーとなって一挙に上位グループに上がると、好調なパットで7番から3連続バーディーを決める。通算8アンダーでアウトを終わった時点では新井規矩雄と首位を走り、インに入ると11、15番でバーディーを奪い、スコアの伸びない新井・尾崎将を尻目に2打差を付ける。フェアウェイとグリーンにきつい傾斜があるコースで独走が難しいとの予想を覆し、尾崎将・青木功・安田春雄らトッププロを1イーグル5バーディーの猛烈なゴルフであっという間に追い抜くと、この日のベストスコア65、通算10アンダー 278で公式戦初優勝となる2勝目を挙げた。
1979年の太平洋クラブマスターズでは初日をインからスタートし、11、13、14番は2、3mのバーディーパットを外したが、16番で10mを沈めてから調子に乗る。18番パー5は第2打をエッジまで運び、15mを決めてイーグルとなり、後半も5〜7mのパットがよく入った。トム・ワトソン（アメリカ）が「今日のピンの位置は馬鹿げている」と怒った難しいグリーンを持ち前の度胸で征服し、アウト、イン共に33の6アンダー66で首位に立った。2日目には18番であわやイーグルとなるアプローチ・ショットを決め、通算6アンダー138で単独首位の座を守った。3日目にはギル・モーガン&ジェイリー・ペイト（アメリカ）、呂良煥（中華民国）と並んでの5位タイに後退し、最終日には鈴木、ワトソン&ロッド・カール&ビル・ロジャース（アメリカ）に次ぐ5位に入った。
日本プロマッチプレーでは1979年の青木との1回戦は序盤に2アップを許しながら追い付いて18番までもつれこませ、1980年は2回戦で島田幸作と接戦を演じた。
1980年のKBCオーガスタでは初日の7番ホールで6番アイアンをフェードをかけて打つと、球が直接カップインし、トーナメントでは初めてのホールインワンを達成。その後もスコアを縮め、田原紘・岩下吉久・青木功と共に4アンダー68の2位タイでスタートした。
1981年はオフに関節リウマチでほとんど練習が出来ず諦めたこともあったが、日本プロでは2日目に65で回って中嶋常幸と共に2位に着け、ピンの位置を難しくした3日目には各選手がスコアメークに苦しむ中で抜け出す。10番までに3バーディーで通算10アンダーとし、そのスコアを維持して上位の崩れもあって首位に立った。最終日には崩れ、前半を終わって2ボギーを叩き、1バーディーの青木に並びかけられる。天野は14番でダブルボギーとし勝負がつき、76を叩いて3位に終わった。
1982年のフジサンケイクラシックでは2日目に最終18番で絶妙のアプローチを披露し、5アンダーで単独首位に立つ。
1983年には南秋田カントリークラブと契約し、群馬オープンでは2日目に68をマークして首位に立ち、最終日には矢部昭・泉川ピート・新関善美・金子柱憲・陳健振（中華民国）を抑えて優勝。
1988年にはハワイパールオープン翌日に行われたハワイアンオープン予選会に出場し、文山義夫と共に68で回り出場権を獲得。
1988年の茨城オープンでは初日を中山徹・田中文雄と並んでの6位タイでスタートし、最終日には中村忠夫の2位に入った。
1989年のハワイパールオープンでは10アンダーのトップでスタートしたが、最終日はショット、パットとも不調でスコアは伸びず最終日は3オーバーで終了し、デビッド・イシイ（アメリカ）に6打差付けられての3位に終わった。 
1989年のアコムダブルスでは同じく脱サラプロの板井榮一とペアを組み、好天に恵まれた初日に泉川ピート&江本光ペア・室田淳&上原宏一ペア・小林富士夫&佐々木久行ペア・川俣明&川俣茂兄弟ペア、エドアルド・エレラ（コロンビア）&浅尾琢巳ペアと共に65をマークして5位タイでスタートした。
1990年からはオーダーメイドした「エバゴルフ」のウッドとアイアンを使用し、同年のミズノTOKYOオープンでは2日目には66をマークして熊部稔と並んでの5位タイに着け、最終日には65をマークして西川哲と首位タイで並んだが、プレーオフで西川を下して優勝。
1991年の関東オープンでは初日4アンダーで2位に着け、2日目は尾崎健夫・飯合肇・真板潔・川岸良兼と並んでの4位タイであった。
1992年にはシニアのデビュー戦優勝を飾り、2ヶ月後には3週連続優勝というシニア記録を樹立、デビューから6試合で4勝するという快進撃で年間7勝のシニア年間最多優勝記録を作ると同時に同年の賞金王に輝いた。飄々とした人懐っこさでギャラリーや取材陣にも人気があり、得意の長打力で同年の賞金王を初め、その後の数年間は上位ランキングに常に顔を出していた。
1995年には台湾シニアオープンでも優勝し、日本シニアオープンでは3日目には前日首位の青木を逆転して単独首位になり、最終的には青木の逆転2連覇許すも3位と健闘。同年にはアメリカに渡り、USシニアツアークォリフィング・スクールを受験し日本人選手として初のトップ合格。1996年のUSシニアツアーに挑戦したが、練習量の多さに驚くと同時に体力に圧倒され、ランキング31位までに与えられるシード権獲得はならなかった。1996年以降3年間USシニアツアーに本格参戦し、妻をキャディにプレーしたが、最高位は4位であった。
60歳になってグランドシニア入りした2002年は日本プログランドシニアで久々の優勝を飾ったほか、オールドマンパーではプレーオフで敗れたものの2位になって気を吐いた。
2003年はシニアツアー全6試合に出場し、予選落ちがなく賞金ランク29位でシード権を獲得。
シニア12年目を迎えた2004年は、優勝はなかったもののアデランスウェルネスオープンで8位と気を吐き、賞金ランク26位となりシード入りを果たしている。
2005年も末期がんと闘病中ながらツアーに参加していたが、64歳の誕生日を迎える2週間前の2006年7月28日、肝癌のため死去。

## 優勝歴
レギュラー
- 1978年 - ゴルフダイジェストトーナメント
- 1979年 - 関東オープン
- 1983年 - 群馬オープン
- 1986年 - 伊香保国際オープン
- 1990年 - ミズノTOKYOオープン

シニア
- 1992年 - 関東プロシニア、ミズノシニア、ヤナセカップ、第一生命カップ、JAS CUPシニア、名古屋テレビカップ、緑営グループ杯シニア
- 1993年 - 関東プロシニア
- 1994年 - HTBシニアクラシック
- 2002年 - 日本プログランドシニア

海外
- 1995年 - 台湾シニアオープン

## 著書
- コーチいらずのスピード上達法―基本スウィングとクラブ別の打ち方・攻め方 (アサヒゴルフ ライブラリー)、廣済堂出版、1994年1月1日、ISBN 4331350991